# Quintus Considius (Volkstribun)
Quintus Considius soll laut der Darstellung der antiken Geschichtsschreiber Titus Livius und Dionysios von Halikarnassos 476 v. Chr. ein Volkstribun der frühen Römischen Republik gewesen sein, seine Historizität wird aber von heutigen Althistorikern in Frage gestellt. Er wäre der weitaus früheste fassbare Vertreter der gens Considia gewesen.
Gemeinsam mit seinem Amtskollegen Titus Genucius habe Quintus Considius in seinem Volkstribunat ein Ackergesetz beantragt und den Konsul von 477 v. Chr., Titus Menenius Lanatus, angeklagt, da dieser die 306 Fabier in der für sie unglücklich verlaufenden Schlacht an der Cremera gegen die etruskische Stadt Veji nicht unterstützt habe, obwohl er nicht weit entfernt in einem Feldlager gewesen sei.